# 最后贷款人
最后贷款人，LOLR（Lender of last resort），
当银行遇到资金流动性短缺的时候，例如：恐慌性取款（即「擠兌」）、贷款企业同时无力偿还贷款（即「破產」）等情况，承担资金需求的机构，通常是中央银行。
指中央银行对出现危机的银行帮助资金流动而提供紧急贷款的体制，即最后贷款人。

## 外部連結
- 「最後貸款人」讓金融系統更安全了嗎？
- 最後貸款人 （页面存档备份，存于） - 香港金管局
- 論我國最後貸款人制度的法律完善－－兼談中國人民銀行的核心角色 - 中國論文
- 金融危機背景下的我國最後貸款人制度研究 - 中國論文